# Raphitoma purpurea
Raphitoma purpurea is een slakkensoort uit de familie van de Raphitomidae. De wetenschappelijke naam van de soort werd in 1803 voor het eerst geldig gepubliceerd door George Montagu.